# Báo và Đài Phát thanh – Truyền hình Sóc Trăng
Báo và Đài Phát thanh – Truyền hình Sóc Trăng là đơn vị sự nghiệp trực thuộc Tỉnh ủy Sóc Trăng.

## Lịch sử
Năm 1992, phát chương trình phát thanh Sóc Trăng trên sóng AM 1278 KHz. 
Năm 1994, phát sóng thử nghiệm kênh THST (nay là STV) trên kênh 10 VHF.
Năm 1997, phát sóng truyền hình kênh STV trên kênh 21 và kênh 25 UHF.
Năm 2003, phát sóng chương trình phát thanh FM 100.4 MHz.
Ngày 1 tháng 5 năm 2007, kênh STV đổi tên thành STV1.
Năm 2007, phát sóng truyền hình kênh STV2 (tiếp sóng VTV2 trên 50 UHF), STV3 (10 VHF, tiếp sóng kênh VTV3).
Ngày 28 tháng 10 năm 2017, ra mắt phát sóng trở lại kênh STV2.
Ngày 28 tháng 8 năm 2023, kênh STV1 phát chuẩn HD trên kênh 27 UHF tại Miền Nam (VTV).
Hiện tại đài đang thử nghiệm chuẩn hình ảnh HD trên website của đài.
Ngày 1 tháng 5 năm 2025, Tỉnh ủy Sóc Trăng ban hành Quyết định về việc thành lập Báo và Đài Phát thanh – Truyền hình Sóc Trăng trên cơ sở Báo Sóc Trăng và Đài Phát thanh – Truyền hình Sóc Trăng.

## Hạ tầng phát sóng

### Các kênh Truyền hình

#### STV1
- Kênh Thời sự – Chính trị – Tổng hợp phát sóng từ 5h00 đến 24h00 mỗi ngày trên kênh 25 UHF.[4]
- Thời lượng phát sóng của STV1:
  - Năm 2006 – 31/03/2018: 24/24h hàng ngày.
  - Ngày 1/4/2018 – 31/03/2024: 05h00 – 24h00 hàng ngày (19/24h).
  - Ngày 1/4/2024 – nay: 05h00 – 23h30 (18h30/24h).

Các hạ tầng phát sóng:
- VTVCab: Kênh 340.
- SCTV: Kênh 133.
- SCTV: Phủ sóng DVB-T2.
- HTVC: Kênh 113.
- VTC: Kênh hiện tại đã ngừng phát sóng.
- MyTV – VNPT: Kênh 831.
- FPT: Kênh 170.
- SDTV: Kênh 34 UHF tần số 578 MHz (SD).
- VTV : Kênh 27 UHF tần số 522 MHz (HD).
- Truyền hình Viettel: Kênh 251.
- Truyền hình OTT: FPT Play, Clip TV, K+, VTVCab ON, Sóc Trăng TV, VieON.
- Truyền hình Vinasat-1.

#### STV2
Ngày 28 tháng 10 năm 2017, kênh truyền hình chuyên biệt dành cho đồng bào dân tộc thiểu số Khmer với thời lượng phát sóng 7 tiếng dành cho đồng bào dân tộc Khmer:
- Buổi sáng: 5h30 – 7h.
- Buổi trưa: 11h – 12h15.
- Buổi chiều: 14h05 – 15h20.
- Buổi tối: 17h30 – 19h
- Buổi khuya: 22h10 - 23h40.

Thời gian còn lại phát sóng các chương trình tiếng Việt, phát sóng từ 5h30 đến 23h40 mỗi.
- SDTV: Kênh 33 UHF tần số 570 MHz.
- Truyền hình OTT: Sóc Trăng TV.

### Kênh Phát thanh
Đầu buổi phát sóng mỗi ngày trên các kênh phát thanh của Đài đều có phát một đoạn nhạc không lời gọi là "nhạc hiệu" của Đài cùng một câu giới thiệu tên gọi và vị trí của Đài được gọi là "lời xướng" do các phát thanh viên gồm một nam và một nữ lần lượt đọc. Nhạc hiệu của Đài là bài Du Kích Long Phú của nhạc sỹ Quốc Hương, được dùng từ khi thành lập Đài cho đến nay.
Đài hiệu từ năm 2004 – nay:
| “ | Đây là Đài Phát thanh – Truyền hình Sóc Trăng, phát trên sóng FM, tần số 100.4 Mhz. | ” |

Kênh Phát thanh Sóc Trăng phát sóng trên tần số FM 100,4 MHz từ 5h00 – 22h00 hằng ngày.

## Logo

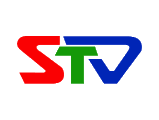
Logo STV Sóc Trăng từ năm 2004 – 30/6/2016
Logo STV Sóc Trăng từ ngày 1/7/2016 – nay